# Shongram
Pour plus de détails, voir Fiche technique et Distribution.
Shongram (bengali : মুনসুর আলী) est un film historique et romantique britanno-bangladais réalisé par Munsur Ali et sorti en 2014.

## Synopsis
L'intrigue du film, qui se déroule au Royaume-Uni, montre les souvenirs d'un musulman britannico-bangladais malade, Karim Uddin (Anupam Kher), qui se remémore, raconte et partage les horribles expériences qu'il a vécues pendant la guerre d'indépendance sur son lit de mort à l'hôpital, lors d'un entretien avec l'audacieuse journaliste britannique Sarah (Asia Argento), à Londres.
L'histoire se concentre sur des scènes de retour en arrière de la guerre du point de vue du jeune Karim (Amaan Reza) qui tombe amoureux d'une belle jeune femme hindoue, Asha (Dilruba Yasmeen Ruhee). Son monde est alors déchiré lorsque son village paisible est interrompu par la guerre et qu'il est séparé de sa petite amie pour pouvoir faire son devoir. Il est rapidement contraint de rejoindre un groupe clandestin de combattants de la liberté après le génocide et l'enlèvement d'innocents bangladais et de sa petite amie.
Dans un tourbillon destructeur de meurtres de masse, d'enlèvements, de viols et d'incendies criminels, Karim est confronté à de nouveaux défis et décisions, tente de servir son pays, se bat pour sa liberté et cherche à se venger de l'homme qui a ruiné sa vie avant de pouvoir enfin rechercher et sauver Asha.

## Fiche technique
- Titre français : Shongram[1]
- Réalisation : Munsur Ali
- Scénario : Munsur Ali, Billy Mackinnon
- Photographie : Lorenzo Levrini
- Montage : Richard Gordon-Colebrooke
- Musique : Armeen Musa, Emon Saha, Kevin Melnick
- Décors : Charlene Campbell
- Production : Munsur Ali, Amir Ahmed, Charlene Campbell
- Société de production : Spotlight UK
- Pays de production :  Royaume-Uni -  Bangladesh
- Langue originale : bengali
- Format : couleurs - 1,37:1
- Genre : film historique et romantique
- Durée : 118 minutes
- Dates de sortie :
  - France : 18 mai 2024 (Festival de Cannes 2024)

## Distribution
- Anupam Kher : Karim âgé
- Asia Argento : Sarah
- Amaan Reza : Karim jeune
- Dilruba Yasmeen Ruhee : Asha
- Arman Parvez Murad : Iftikhar Khan Janjua